# レクリエーション・グラウンド (オールダーショット)
レクリエーション・グラウンド(Recreation Ground)は、イングランド・ハンプシャー州オールダーショットにあるスタジアム。オールダーショット・タウンFCのホームスタジアムとなっている。現在はスポンサー名を冠しThe EBB Stadium at the Recreation Groundと言う名称になっている。

## 概要
過去には、チェルシーFCリザーブ & ユースチームもここをホームスタジアムとして使用していた。収容人数は7,100人。

## スタンド
ノース・スタンド (メイン・スタンド) (North Stand (Main Stand))、1層構造式のメインスタンド。このスタジアムで2番目に大きいスタンドとなっておりテラス席と座席との複合構成となっている。収容能力1,540．ドレッシングルームやメディアセンター等が、スタンド外(後方)にはオフィスがある。
イースト・バンク (East Bank)、1層構造のゴール裏スタンド。収容能力4,180。このスタジアムで一番大きいスタンド。サウス・スタンド側にアウェーサポーター席が設定されている。
サウス・サイド (South Side)、1920年の完成で1層構造のバックスタンド。収容能力1,380。このスタジアム唯一の全面座席。イースト・バンク側にアウェーサポーター席が設定されてある。
ハイ・ストリート・エンド (High Street End)、ゴール裏の全面立ち見スタンド。平面構造となっていて現役時は500人収容可能だった。2008-2009シーズン終了現在使用されていない。

## 入場者数

### 平均入場者数
- 2009-2010:
- 2008-2009:
- 2007-2008: 3,031 (カンファレンス・ナショナル)
- 2006-2007: 2,360 (カンファレンス・ナショナル)
- 2005-2006: 2,294 (カンファレンス・ナショナル)
- 2004-2005: 3,043 (カンファレンス・ナショナル)

### 最多入場者数
- 7,500 (FAカップ 1回戦) オールダーショット・タウン v ブライトン, 2000.11.18
- 19,138 (FAカップ 4回戦再試合) オールダーショット v カーライル, 1970.1.28

## ギャラリー

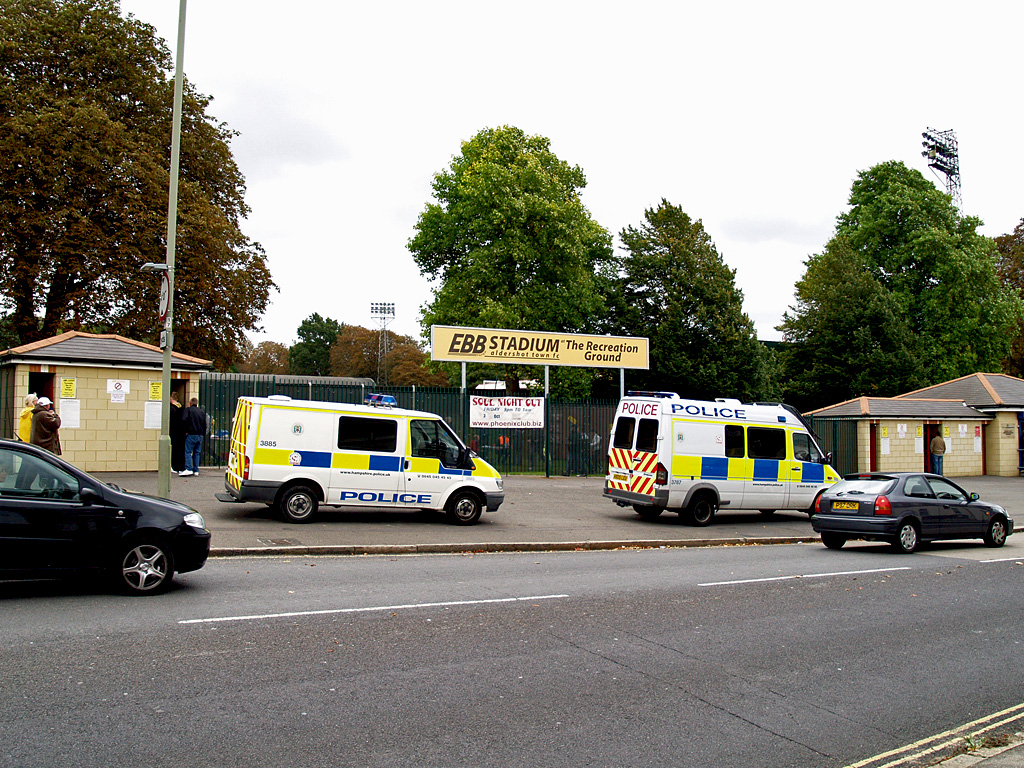